# François-Guillaume Coëssin
Pour les articles homonymes, voir Coëssin.
François-Guillaume Coëssin, né à Saint-Germain-de-Montgommery le 7 novembre 1780 et mort à Paris le 14 septembre 1843, est un penseur utopiste et « inventeur » français. Fondateur de la secte des « familles spirituelles », il convertit à sa doctrine plusieurs personnalités de marque dans les années 1810-1840. Une de ses inventions ou « expériences » fut celle du Nautile, vague ancêtre du sous-marin, en bois et doublé de cuir, construit et expérimenté au Havre en 1811.

## Parcours d'un illuminé
Fils du premier magistrat de Lisieux et élève du mathématicien et conventionnel Charles-Gilbert Romme pendant la Révolution, François-Guillaume Coëssin se fait connaître sous le nom de Mucius Scévola à l'âge de 15 ans. Vers la fin de son adolescence, il se lie avec Saint-Simon, ainsi qu'avec le chimiste Jean-François Clouet, ascète et savant, qui s'apprête à se rendre en Guyane afin d'en étudier la végétation et d'y fonder une république modèle. Coëssin l'y accompagne, puis revient en France pour lever des fonds et recruter des colons. La mort de Clouet, emporté par la fièvre en 1801, met fin au projet.
Quelque temps plus tard, François-Guillaume Coëssin noue des relations avec Bancal des Issarts, auteur d'un Nouvel ordre social fondé sur la religion, et il compose lui-même un ouvrage, Les Neuf Livres, dans lequel il échafaude sa propre théorie sur l'évolution sociale de l'humanité. Après le système patriarcal, le système d'esclavage et le système mercantile, doit advenir selon lui le « système pontifical ». La société du futur sera gouvernée par des « progresseurs », reconnaissables à leur prestance et à leur charisme, qui instaureront dans le monde le règne de l'amour divin.
Son livre ne rencontrant aucun écho, Coëssin n'en décide pas moins de mettre ses théories en application. Vers 1810, il fonde une communauté de « familles spirituelles » selon un modèle qui relève à la fois du phalanstère et de l'abbaye de Thélème. Elle réunit sous la houlette de son prophète des hommes et des femmes qui s'engagent à vivre en commun de leur travail ou de leurs produits agricoles et industriels. Tous doivent prendre leurs repas et faire leurs prières en communauté et, chaque matin, se rendre ensemble à la messe. Ils font vœu d'obéissance et de pauvreté, mais peuvent se marier, le vœu de chasteté n'étant pratiqué que par les « illuminateurs » et seulement à titre temporaire, ce qui permet ainsi à Coëssin d'épouser quelques années plus tard l'une de ses adeptes connue sous le nom de Sœur Sophie [Sophie de Chefdebien (1796 Narbonne - 1835 Sigean-Narbonne)].
La communauté occupe une habitation que l'on nomme la Maison grise, située non loin du bois de Boulogne, puis, sous la monarchie de Juillet, un somptueux hôtel situé rue de l'Arcade dans le VIIIe arrondissement de Paris. Dès sa création, la secte suscite  autant les louanges que l'hostilité. Mme de Genlis, qui dîne avec Coëssin et vante à son fils adoptif la douceur et la piété de « cet admirable jeune homme », écrit en 1811 :

« Ah! la belle chose que la Maison grise ! Le bonheur est là avec la sainteté. Ah ! que cela est beau !... Tous les talents et même la musique y sont cultivés sans relâche pour la gloire de Dieu. Le Ciel les bénit, les richesses y viennent naturellement ; cela est admirable. Ils comptent tous se marier et rester là. Ils sont douze. Quelle république de saints ! et qui aiment les arts, les sciences, le travail ! »

Coëssin manque cependant de séduire un peu plus tard une autre comtesse, Marie d'Agoult, qui, se rendant un matin avec sa mère à la messe dans l'église de la Madeleine, y remarque un groupe de quatre jeunes gens accompagnés d'un homme mûr : 

« Au retour de la sainte table, ils demeuraient tous cinq longuement agenouillés, la tête inclinée sur le prie-dieu, le visage caché dans leurs mains, plongés dans une méditation profonde et poussant des soupirs à fendre les murs. [...] Les yeux de M. Coëssin, car c'était lui, me regardaient jusqu'au fond de l'âme, et ses lèvres, sans articuler une parole, murmuraient à mon oreille je ne sais quoi d'indistinct, d'attirant et de caressant [...]. Ce manège avait pour but de préparer une connaissance plus intime et de pouvoir, un jour ou l'autre, s'introduire chez nous. Une mère riche à convertir, une fille riche à épouser ou à marier n'étaient pas un mince appat pour la convoitise de nos dévots. »

À force de gagner en notoriété, les faits et gestes de Coëssin finissent par inquiéter la police et contrarier l'Église. Des bruits fâcheux courent sur le luxe de sa table, sur les mœurs relâchées des jeunes femmes entrées dans la communauté. Des néophytes auraient même été spoliés. Coëssin est mis sous surveillance à plusieurs reprises. Le curé de la Madeleine se débarrasse de lui et de ses adeptes. On s'alarme de voir des prosélytes apparaître dans le diocèse de Lyon et des disciples s'implanter aux environs de Spolète. « Il est constant, écrit la Gazette de Lyon, que M. Coessin travaille sur un assez vaste plan à la formation d'une nouvelle institution religieuse, destinée dans ses vues à remplacer les anciens ordres religieux, qui n'ont pas, selon lui, répondu à leur destination, et rendu à l'Église les services qu'elle avait droit d'en attendre. »
Coëssin reste sourd à ces critiques. Il publie plusieurs nouveaux ouvrages et travaille sur une série d'inventions dont l'exploitation commerciale doit servir à financer la communauté. Après avoir conçu le Nautile sous-marin, dont la fabrication est finalement abandonnée en 1811, il met au point un nouveau bateau à vapeur, puis, vers 1820, une machine hydraulique permettant de pomper l'eau à une grande hauteur. Alors qu'il cherche à vendre cette invention, sur laquelle il fonde de grands espoirs, au gouvernement des Pays-Bas, on lui en dérobe les plans. Il invente encore des hamacs ou lits américains à l'usage des habitants du Midi, des arrosoirs pneumatiques, des lampes à fond tournant. Pour produire ces dernières, une fabrique est installée rue Saint-Honoré. Une centaine d'ouvriers y travaille mais, faute de capitaux, l'entreprise périclite, et Coëssin meurt avant de pouvoir se lancer dans d'autres projets.
« Les dieux s'en vont », écrit ironiquement à sa mort un rédacteur du Constitutionnel, qui ajoute que Coëssin a laissé un fils de quatre ans, présenté comme le nouveau Christ venu pour régénérer le catholicisme. Selon l'historien Georges Weill, le cas de François-Guillaume Coëssin est somme toute exemplaire d'une époque qui vit apparaître les projets utopistes de Saint-Simon et de Charles Fourier, les mirobolantes entreprises financières imaginées par Honoré de Balzac et les rêves grandioses d'une cohorte de prophètes mystiques.

## Le fils de l'Empereur
Parmi toutes les personnalités qui se déclarèrent à un moment ou à un autre adeptes de Coëssin — le publiciste Charles Stoffels, l'économiste Alphonse Decourdemanche, l’abbé Constant, l'avocat Charles Ledru, le compositeur Jean-François Lesueur, le mathématicien Jacques Philippe Binet — l'une des plus engagées fut le premier fils naturel de Napoléon Bonaparte, Charles Léon.
Le comte Léon avait fait la connaissance de Coëssin en 1838. Après avoir mené joyeuse vie aux dépens de ses créanciers et fait un séjour en prison, le comte retrouva Coëssin et prit refuge chez lui. En 1840, il se rendit à Londres pour réclamer auprès des frères de l'Empereur une somme de 500 000 francs qu'il disait lui être due et dont il voulait se servir pour redresser les affaires de Coëssin. Revenu bredouille en France, il décida, après la mort de Coëssin, de poursuivre son œuvre. En association avec un autre disciple nommé Charbonnel, qu'il envoya par deux fois à Rome pour obtenir le soutien du Saint-Siège, il fonda en 1850 l' « Œuvre des enfants de Dieu réunis en familles spirituelles » et en 1855 la « Société commerciale des enfants de Dieu ». Enfin, Léon et Charbonnel lancèrent vers 1851 le Journal des hommes libres en Jésus-Christ  en hommage à celui qu'ils appelaient « le plus grand philosophe chrétien des temps modernes ».

## LeNautile
C'est avec son frère Jean-Alexandre, ancien polytechnicien, que François-Guillaume Coëssin conçut le Nautile synonyme à l'époque et ancêtre du sous-marin. Succédant aux submersibles de David Bushnell et de Robert Fulton et construit entièrement en bois, il était de forme ellipsoïde et mesurait 27 pieds de long. Sa coque était composée de deux caissons, que l'on pouvait remplir d'air ou d'eau, et d'un habitacle où prenaient place les neuf membres de l'équipage. Quatre hommes propulsaient le vaisseau à l'aide d'une double rangée de rames. Deux autres le dirigeaient au moyen d'un gouvernail et de quatre « nageoires » mues par une tringle pour le faire monter ou descendre. Deux tuyaux de cuir, tenus par des ressorts à boudin et soutenus à la surface de l'eau par des flotteurs de liège, permettaient à l'équipage de respirer.
Le Nautile fut assemblé et testé au Havre en 1811. Chargé par l'Académie des sciences de rédiger un rapport sur ces essais, Lazare Carnot écrivait dans sa conclusion : « Il n'y a plus maintenant de doute qu'on puisse établir une navigation sous-marine très expéditivement, et à peu de frais, et nous croyons que MM. Coessin ont établi ce fait par des expériences certaines. » Le projet fut néanmoins abandonné à cause de ses nombreux défauts. La vitesse du Nautile était insuffisante et sa propulsion sujette à défaillances. L'équipage respirait difficilement et les flotteurs à la surface rendaient le submersible trop aisément repérable. « Ces imperfections étaient tellement évidentes, et le bateau sous-marin des frères Coëssin tellement dangereux, que les inventeurs faillirent périr dans leur Nautile pendant une expérience. »

## Publications
- Les Neuf Livres, suivis de la Théorie de l'envahissement et d'un Aperçu général de la théorie des formes sociales (1809)
- De l'Esprit de conquête et de l'usurpation dans le système mercantile, en réponse à l'ouvrage de M. de Constant-Rebecque (1814)
- Considérations sur l'état religieux et politique de l'Europe, et en particulier de la France, précédées d'un discours de Buonaparte, 1er consul, aux curés de Milan (1819)
- Premier Bulletin des enfants de Dieu, réunis en familles spirituelles, adressé aux enfants de Dieu dispersés sur toute la terre (1829)
- Premier petit Bulletin des familles spirituelles, adressé aux personnes de bonne volonté de l'un et l'autre sexe (1834)
- Acte constitutif de la Compagnie générale du crédit foncier (1837)
- Études sur le passé, le présent et l'avenir de l'humanité, imprimées successivement et non publiées depuis 1809 jusqu'en 1834 (2 volumes, 1838)

Traduction de l'allemand
- Karl von Eckartshausen : La Nuée sur le sanctuaire [Die Wolke über dem Heiligtum], ou Quelque chose dont la philosophie orgueilleuse de notre siècle ne se doute pas, par le conseiller d'Eckhartshausen (1819)